# Roger Peterson
Roger Francis Peterson (Savaneta, 1 december 1980) is een Arubaans-Nederlands muzikant.
Peterson was de leadzanger van de Nederlandse rockband Intwine, die actief was van 2001 tot en met 2010. Daarnaast is hij bekend van zijn deelname aan het eerste seizoen van de talentenjacht Idols.

## Biografie

### Jeugd
Roger Peterson werd op 1 december 1980 geboren in Savaneta. Hij heeft een oudere broer genaamd Ryan. Zijn grootouders van beide kanten komen van Sint Maarten. De ouders van zijn vader verhuisden naar Aruba en die van zijn moeder naar Curaçao. Zijn ouders leerden elkaar kennen en trouwden met elkaar op Aruba. Peterson groeide op in de omgeving van Savaneta en Sint Nicolaas.
Peterson zong al op zijn zesde in een kerkkoor. Op vijftienjarige leeftijd begon hij met drummen en speelde hij in een Arubaanse britpopband genaamd Moose en de nu-metalband Lemonbong. Met een vriend van Moose begon hij met zingen in een nieuwe band genaamd Alias, waarmee hij optrad in op Aruba bekende clubs als The Cellar en Black Hog Saloon. Hierna werd hij door gitarist Martin Buitenweg gevraagd om samen te gaan optreden in een akoestische coverband. Onder de naam 'R&M' traden ze in Aruba onder andere op in het Chaos Café en waren een groot succes. In 2000 brachten ze het album  The R&M Project uit. Vier nummers van het album waren radiohits in Aruba en een van die nummers stond zeven weken bovenaan de hitlijsten.

### Rockacademie
Nadat hij zijn vwo-diploma haalde aan het Colegio Arubano vertrok Peterson begin 2000 naar Nederland om in eerste instantie sociologie te gaan studeren. Hij besloot echter al gauw om gehoor te geven aan zijn muzikale roeping en meldde zich aan bij de Fontys Rockacademie in Tilburg. Daar ontmoette hij in 2001 gitarist Jacob Streefkerk en bassist Touché Eusebius, beiden afkomstig van Sint Maarten. Het drietal sloot zich aan bij de rootsreggaeband Orange Grove van zanger en rapper Michael Maidwell, waarin Peterson de rol van tweede vocalist vervulde. Met Orange Grove traden ze onder andere op in de Effenaar in Eindhoven, 013 in Tilburg, Nighttown in Rotterdam en op verschillende podia op Sint Maarten. Naast hun activiteiten bij Orange Grove richtten Peterson, Streefkerk en Eusebius datzelfde jaar met studiegenoten Kevin Hissink en Erwin Gielen hun eigen band Intwine op.

### Idols
In 2002 deed Peterson mee aan de populaire tv-talentenjacht Idols. Hij deed succesvol auditie met "I'll Be" van Edwin McCain en wist zich in de hieropvolgende rondes door het zingen van "Isn't She Lovely?" van Stevie Wonder, "Drops of Jupiter" van Train en "One" van U2 te plaatsen voor de liveshows als een van de tien overgebleven finalisten. Peterson weigerde echter om zijn handtekening te zetten op het door Idols verplichte contract, omdat hierin was vastgelegd dat deelnemers na afloop van de serie geen zelfgeschreven nummers mochten uitbrengen en niet met een eigen band mochten gaan spelen. Verdere deelname werd hierdoor voor Peterson onmogelijk, waarop hij zich noodgedwongen terugtrok uit de finales. Zijn deelname aan Idols leverde echter dusdanig veel publiciteit op dat hij een platencontract met Dureco in de wacht sleepte en zichzelf en zijn band Intwine landelijk bekend maakte. Later zei Peterson over wat Idols betekend heeft voor Intwine: "Het programma is voor ons een kruiwagen geweest, maar tegelijk een blok aan ons been. Idols heeft veel geïnvesteerd in onze bekendheid. Daar zijn we het programma erg dankbaar voor. Maar mensen associëren ons toch met een programma waar niets goeds is uitgekomen. Wees eerlijk: die show is geflopt."

### Intwine

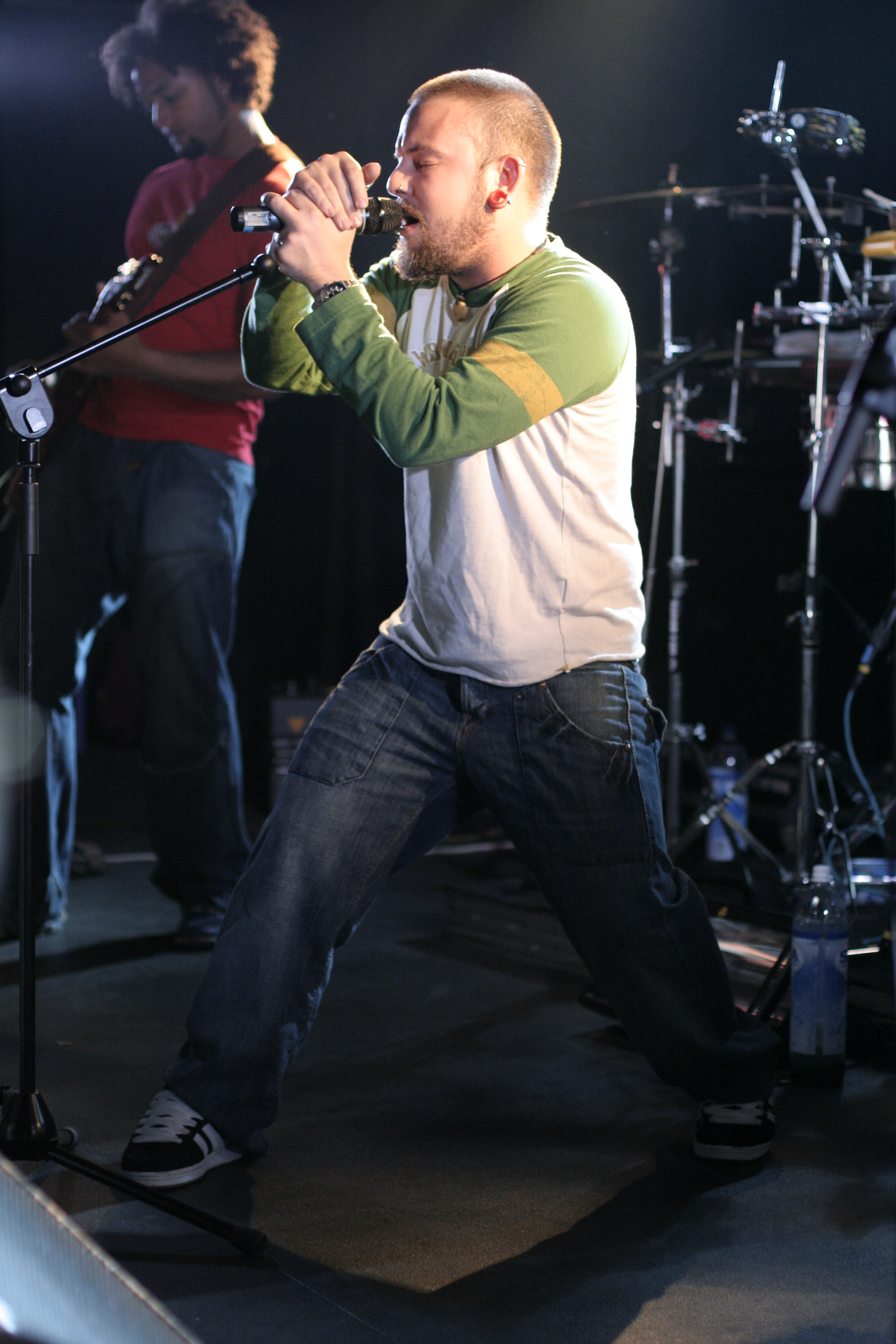
Roger Peterson en Intwine-gitarist Jacob Streefkerk (links) in april 2006.

Intwine's eerste single "Happy?" bereikte de derde plek in de Nederlandse Top 40. Ook de singles "Way Out" en "Get Outta My Head", eveneens afkomstig van het in 2003 verschenen debuutalbum Intwine, stonden in de Top 40. De band werd in 2003 ook genomineerd voor de TMF Awards en een Edison. In 2004 scoorde Intwine met "Cruel Man", van het tweede album Perfect, haar tweede toptien-hit. Perfect werd tevens bekroond met de 3FM Award voor beste album van 2004.
Hierna onderging Intwine meerdere formatiewisselingen en sloeg het een andere muzikale richting in. De band bracht in 2006 Pyrrhic Victory uit, waarop Intwine afscheid nam van haar poprock-sound en veel harder en donkerder klonk dan tevoren. Het album was qua verkoopcijfers lang niet zo succesvol als Intwine's eerdere twee albums, wat kwam door problemen met platenlabel V2 Records en de verminderde nationale bekendheid van de band.
De band begon in 2007 naast haar reguliere optredens met het spelen van The Rumshop Sessions, waarin de songs akoestisch gespeeld werden en in Caribische arrangementen als reggae, zouk, cumbia, bolero en soca.
In 2008 verbond Intwine zich aan het Duitse label Tiefdruck-Musik. Het jaar erop bracht het haar eerste internationaal uitgebrachte album Kingdom of Contradiction uit, waarop Intwine bestaande nummers in een nieuw nu-metal-jasje stak om zich te presenteren aan de rest van de wereld. Het album werd positief verwelkomd in buitenlandse rock-media.
In juni 2010 kwam naar aanleiding van het succes van de Rumshop-shows de ep The Acoustic Rumshop Sessions Vol I uit. Het bleek Intwine's laatste release te zijn, aangezien op 16 oktober 2010 bekend werd gemaakt dat de band uit elkaar ging.

### Terug naar Aruba
Na het uit elkaar gaan van Intwine is Peterson weer permanent op Aruba gaan wonen. Onder meer samen met de bands So What! en Rooster Farm treedt hij er geregeld op bij plaatselijke clubs en festivals met nummers van Intwine en covers van andere groepen.
In 2017 werkte Peterson samen met voormalig Intwine-gitarist Jon Symons. Onder de naam 'JvR' brachten ze drie nummers online uit.

## Trivia
- Noemt als artiesten die hem beïnvloed hebben: Incubus, Chris Cornell, Deftones, Maná, The Tea Party, A Perfect Circle en Ozomatli.[2]
- Zong op 30 juni 2007 tijdens het Carmen meets Carmen-concert in het Concertgebouw in Amsterdam het nummer "Touch the Sun", geschreven door John Ewbank.[12]
- Was in 2011 te zien in een commercial van de Caribbean Mercantile Bank waarin hij "The Little Drummer Boy" zingt.

## Discografie

### R&M
Studioalbum:
- The R&M Project (2000)

### Intwine
Studioalbums:
- Intwine (Dureco, 2003)
- Perfect (V2, 2004)
- Pyrrhic Victory (V2, 2006)
- Kingdom of Contradiction (Tiefdruck-Musik/Universal, 2009)

Voor compleet overzicht zie discografie Intwine.

### Gastoptredens
- "Can't You See" op The Color Between Black and White van Absent Minded (2006)
- "Deaf, Dumb and Blind" op I van Cilvaringz (2007)
- "It Is What It Is" van Jeon (2016)
- "Under the Same Sun" van JvR (2017)
- "Precious Light" van JvR (2017)
- "Ambiology" van JvR (2017)